# Axel Laurance
Axel Laurance (* 13. dubna 2001) je francouzský profesionální silniční cyklista jezdící za UCI WorldTeam Alpecin–Deceuninck. V roce 2023 se stal mistrem světa v silničním závodu do 23 let.

## Hlavní výsledky
2018
Penn Ar Bed–Pays d'Iroise
 celkový vítěz
vítěz Tour du Morbihan
Aubel–Thimister–Stavelot
vítěz 2. etapy (TTT)
2. místo Ronde du Printemps
Sint-Martinusprijs Kontich
6. místo celkově
Trophée Sebaco Juniors
7. místo celkově
2019
vítěz Tour du Morbihan
Le Signal d'Écouves
4. místo celkově
Ronde des Vallées
5. místo celkově
vítěz 1. etapy
Aubel–Thimister–Stavelot
7. místo celkově
vítěz 2. etapy (TTT)
8. místo Grand Prix de Lorient
Grand Prix Rüebliland
10. místo celkově
vítěz 1. etapy
10. místo Ronde du Printemps
2020
8. místo GP d'Availles Limouzine
2021
LaSport Breizh
vítěz 3. etapy
2. místo Circuit Boussaquin
4. místo Ronde du Pays Basque
4. místo Flèche de Locminé
4. místo GP Percy
5. místo GP Bourg-de-Peage
6. místo Tour de Basse-Navarre
6. místo Ronde du Porhoët
7. místo Trophée de l'Essor
Grand Prix Priessnitz spa
8. místo celkově
vítěz 3. etapy
2022
2. místo Bretagne Classic
CRO Race
5. místo celkově
vítěz 4. etapy
Tour de Bretagne
10. místo celkově
2023
Mistrovství světa
 vítěz silničního závodu do 23 let
Tour Alsace
vítěz 4. etapy
3. místo Grote Prijs Jef Scherens
Circuit des Ardennes
5. místo celkově
vítěz 1. etapy
9. místo Veneto Classic
2024
Étoile de Bessèges
vítěz 2. etapy

#### Výsledky na Grand Tours
| Grand Tour      | 2024 |
| --------------- | ---- |
| Giro d'Italia   | —    |
| Tour de France  | 99   |
| Vuelta a España |      |

| —   | Nezúčastnil se |
| DNF | Nedokončil     |